# 曾涤
曾涤（1913年—1971年），中国人民解放军将领、中国人民解放军开国少将。
曾任中国人民解放军新疆军区副政委兼政治部主任。1955年，授予中国人民解放军少将。